# Cratere Oonagh
Oonagh è un cratere sulla superficie di Ariel.